# 三浦市消防本部
三浦市消防本部（みうらししょうぼうほんぶ）は、神奈川県三浦市を管轄していた消防部局（消防本部）。管轄区域は三浦市全域。
2017年（平成29年）4月1日 神奈川県横須賀市と三浦市の消防業務の広域化により、横須賀市消防局へ統合された。

## 概要
- 消防本部：三浦市栄町24-7
- 管内面積：31.44km2
- 職員定数：84人
- 消防署1カ所、分署2カ所
- 主力機械（2006年4月1日現在）
  - 普通消防ポンプ自動車：3
  - はしご付消防自動車：1
  - 化学消防自動車：1
  - 高規格救急自動車：3
  - 指揮車：1
  - 救助工作車：1
  - 広報車：3
  - 資機材搬送車：2
  - その他：1

【主力機械に関する参考文献：かながわの安全防災（平成18年版）】

## 沿革
- 1969年11月1日　三浦市消防本部及び三浦市消防署を開設する。
- 2017年4月1日　 神奈川県横須賀市と三浦市の消防業務の広域化により、横須賀市消防局へ統合。

## 組織
- 本部－庶務課、予防課
- 消防署－警備課

## 消防署
| 消防署       | 住所     | 分署                                      |
| ------------ | -------- | ----------------------------------------- |
| 三浦市消防署 | 栄町24-7 | 引橋：初声町下宮田149-1 三崎：三崎3-12-21 |